# Octomeria tricolor
Octomeria tricolor är en orkidéart som beskrevs av Heinrich Gustav Reichenbach. Octomeria tricolor ingår i släktet Octomeria och familjen orkidéer. Inga underarter finns listade i Catalogue of Life.

## Bildgalleri

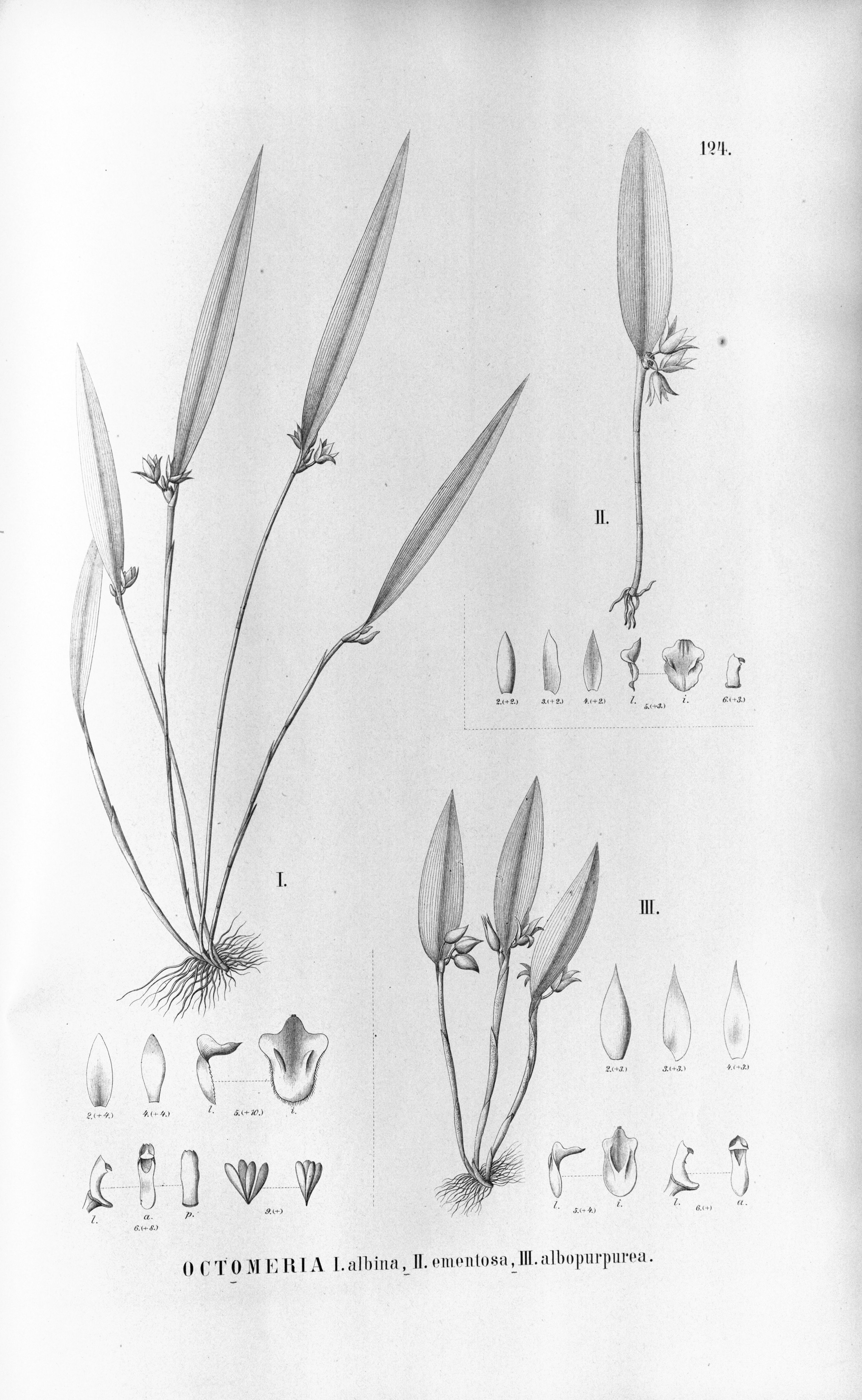